# Nado sincronizado nos Jogos Europeus de 2015 - Combinação livre
A competição da combinação livre feminino foi um dos eventos do nado sincronizado nos Jogos Europeus de 2015, em Baku, no Azerbaijão. Foi disputada no Centro Aquático de Baku nos dias 13 e 16 de junho.

## Calendário
Horário de verão do Azerbaijão (UTC+5).
| Data        | Horário | Fase       |
| ----------- | ------- | ---------- |
| 13 de junho | 18:00   | Preliminar |
| 16 de junho | 18:00   | Final      |

## Medalhistas
|  | RUS Rússia |  | ESP Espanha |  | UKR Ucrânia |
|  | Anastasia Arkhipovskaya Valeriya Filenkova Mayya Gurbanberdieva Veronika Kalinina Daria Kulagina Anna Larkina Anisiya Neborako Mariia Nemchinova Elizaveta Ovchinnikova Maria Salmina |  | Julia Echeberría Berta Ferreras Helena Jaumà María del Carmen Juárez Emilia Luboslavova Raquel Navarro Sara Saldaña Itzíar Sánchez Irene Toledano Lidia Vigara |  | Valeriia Aprielieva Valeriya Berezhna Veronika Gryshko Yana Nariezhna Alina Shynkarenko Kateryna Tkachova Yelyzaveta Yakhno Anna Yesipova |

## Resultados
O resultado final foi o seguinte.
| Pos.              | Equipe | Preliminar | Preliminar | Final         | Final         |
| Pos.              | Equipe | Pontos     | Pos.       | Pontos        | Pos.          |
| ----------------- | --- | ---------- | ---------- | ------------- | ------------- |
| Medalha de ouro   | Rússia (RUS) Anastasia Arkhipovskaya Valeriya Filenkova Mayya Gurbanberdieva Veronika Kalinina Daria Kulagina Anna Larkina Anisiya Neborako Mariia Nemchinova Elizaveta Ovchinnikova Maria Salmina     | 89.0000    | 1          | 90.2333       | 1             |
| Medalha de prata  | Espanha (ESP) Julia Echeberría Berta Ferreras Helena Jaumà María del Carmen Juárez Emilia Luboslavova Raquel Navarro Sara Saldaña Itzíar Sánchez Irene Toledano Lidia Vigara                           | 86.9667    | 2          | 87.7333       | 2             |
| Medalha de bronze | Ucrânia (UKR) Valeriia Aprielieva Valeriya Berezhna Veronika Gryshko Yana Nariezhna Alina Shynkarenko Kateryna Tkachova Yelyzaveta Yakhno Anna Yesipova                                                | 86.4667    | 3          | 86.8667       | 3             |
| 4                 | Itália (ITA) Beatrice Amadei Raffaella Baldi Maria Antonietta Buccheri Noemi Carrozza Veronica Gallo Laila Huric Claudia Modaelli Enrica Piccoli Ludovica Redaelli Elena Sernagiotto                   | 84.8000    | 4          | 84.8667       | 4             |
| 5                 | França (FRA) Carolane Canavese Alice Carbonnel Esther Ducrocq Camille Egidio Inesse Guermoud Solène Lusseau Estelle Philibert Abbygaëlle Slonina Charlotte Tremble Laura Tremble                       | 82.7000    | 5          | 82.6333       | 5             |
| 6                 | Grécia (GRE) Maria Armaou Ifigeneia Dipla Valentina Farantouri Giana Gkeorgkieva Vasiliki Kofidi Sofia Malkogeorgou Maria Papadokonstantaki Anastasia Taxopoulou Anna Maria Taxopoulou Athanasia Tsola | 81.9000    | 6          | 82.2333       | 6             |
| 7                 | Bielorrússia (BLR) Aliaksandra Bichun Maria Egorova Hanna Kulpo Anastasiya Navasiolava Nastassia Shkuleva Hanna Shulhina Volha Taleiko Dominika Tsyplakova Valeryia Valasach Elmira Wardak             | 80.7000    | 7          | 80.4667       | 7             |
| 8                 | Suíça (SUI) Maxence Bellina Anaïs Bernard Christine Fluri Mélisande Jaccard Vivienne Koch Joelle Peschl Maria Piffaretti Pauline Rosselet Lara Soto Couceiro Sarina Weibel                             | 79.4333    | 8          | 79.2000       | 8             |
| 9                 | Países Baixos (NED) Diede Bronkhorst Bregje de Brouwer Noortje de Brouwer Shelby Kasse Mirthe Kuperus Eva Meulblok Lotte Tromp Jori van den Hoogen Laura van Meel Adriani Vasilakis                    | 76.4667    | 9          | 77.0667       | 9             |
| 10                | Grã-Bretanha (GBR) Phoebe Bradley-Smith Jorja Brown Danielle Cooper Jodie Cowie Emma Critchley Lara Hockin Esme Lower Genevieve Randall Hannah Randall Rebecca Richardson                              | 74.9000    | 10         | 75.9000       | 10            |
| 11                | Turquia (TUR) Defne Bakırcı Öykü Evliya Nurberat Gökmen Mısra Gündeş Öykü Halis Dilay Horasan Rezzan Eda Tuncay Ebru Mina Turhan Selin Ünser Hande Yıldız                                              | 74.8000    | 11         | 75.6667       | 11            |
| 12                | Eslováquia (SVK) Júlia Bachárová Simona Barutová Nada Daabousová Petra Ďurišová Miroslava Kratinová Sophia Lobpreisová Diana Miškechová Natália Pivarčiová Alexandra Ratajová Rebecca Schererová       | 74.0333    | 12         | 74.5667       | 12            |
| 13                | Áustria (AUT) Eirini-Marina Alexandri Vasiliki-Pagona Alexandri Raffaela Breit Verena Breit Vanessa Gamauf Edit Pinter                                                                                 | 72.8000    | 13         | Não avançaram | Não avançaram |
| 14                | Hungria (HUN) Dorina Dimanopulosz Adél Fodor Viktória Harcsa Lili Kertai Fanni Kézdi Sarolta Lukovszky Alexandra Riemer Veronka Szabó                                                                  | 71.9000    | 14         | Não avançaram | Não avançaram |